# ウマグマ (動物)
ウマグマ（学名：Ursus arctos pruinosus）は、ネコ目（食肉目）クマ科クマ亜科クマ属に分類されるヒグマの亜種で、チベットに生息する。名前の由来は走る様子がウマに似ていることから。 標準和名ではチベットヒグマとも呼ばれる。 
チベット語では"dred"と呼ばれ、亜種名はLagomyarius説もある。

## 分布
チベットと中国西部にまたがって山岳地域に生息する 。

## 形態
毛がふさふさしていて金毛が帯状に背中に走っている個体もおり、馬に着ける鞍のような形をした黄色い毛が肩に生え、体重は100～120kgとされる。 

## 生態
中国の生態学者によれば、年間1500人が殺されている。

## 脚主
1. ↑  Fred Bunnell 「クマ科」渡辺弘之訳『動物大百科1 食肉類』今泉吉典監修 D.W.マクドナルド編、平凡社、1986年。
2. 1 2 3  内田洋介 & 山田寛 2016, p. 62.
3. 1 2  根深誠 2004, p. 16.
4. 1 2 3  ドナハート, ロバート・W. サスマン & 伊藤伸子 2007, p. 121.

### ウェブサイト
- 根深誠 (2004年5月18日). “Ｗｅｂ東奥・特集／ヒマラヤの雪男の謎を解明する／根深誠さんの手記(16)”. www.toonippo.co.jp (東奥日報).  オリジナルの2007年3月18日時点におけるアーカイブ。

### 出版物
- ドナハート; ロバート・W. サスマン; 伊藤伸子 (2007). ヒトは食べられて進化した. 化学同人. p. 121. ISBN 9784759810820
- 内田洋介、山田寛「編集ウッチー・ヤマカンの雪男・雪女を探せ！」『PEAKS』第85巻第12号、マイナビ出版（ピークス発行）、2016年、62頁、ASIN B01IBJOBFG。